# Waratah-Wynyard Council
Waratah-Wynyard Council is een Local Government Area (LGA) in Australië in de staat Tasmanië. Waratah-Wynyard Council telt 13.889 inwoners. De hoofdplaats is Wynyard. De tweede plaats is Waratah.